# Melitaea georginigrior
Melitaea georginigrior är en fjärilsart som beskrevs av Ruggero Verity 1950. Melitaea georginigrior ingår i släktet Melitaea och familjen praktfjärilar. Inga underarter finns listade i Catalogue of Life.